# Microlechia klimeschi
Microlechia klimeschi is een vlinder uit de familie tastermotten (Gelechiidae). De wetenschappelijke naam is voor het eerst geldig gepubliceerd in 1972 door Povolny.
De soort komt voor in Europa.